# Yle X3M
Yle X3M (Radio Extrem) - rozgłośnia radiowa należąca do fińskiego nadawcy publicznego Yleisradio. Jedna z dwóch stacji nadawcy nadających w języku szwedzkim i skierowanych do szwedzkojęzycznej mniejszości w Finlandii.

## Format
Jest przeznaczone dla słuchacza w wieku 15 - 30 lat.  Nadaje informacje, muzykę popularną i audycje słowne. Jest radiem społecznościowym, posiada własną zintegrowaną społeczność. 

## Historia
Radio powstało w roku 1997 z rozszczepienia jednego wówczas programu szwedzkojęzycznego. W 1998 jako jeden z pierwszych programów fińskich był nadawany przez internet. W roku 2007 władze Yle ogłosiły, iż program może zostać zlikwidowany z powodu niedostatecznego wpływu pieniędzy z abonamentu. Likwidacja miała przynieść ok. 1,5 mln euro oszczędności. Doprowadziło to do protestu słuchaczy i decyzję odwołano.